# Gallotia intermedia
Espèce
Statut de conservation UICN

 CR B1ab(v)+2ab(v) : 
En danger critique
Gallotia intermedia, le Lézard tacheté de Tenerife,  est une espèce de sauriens de la famille des Lacertidae.

## Répartition

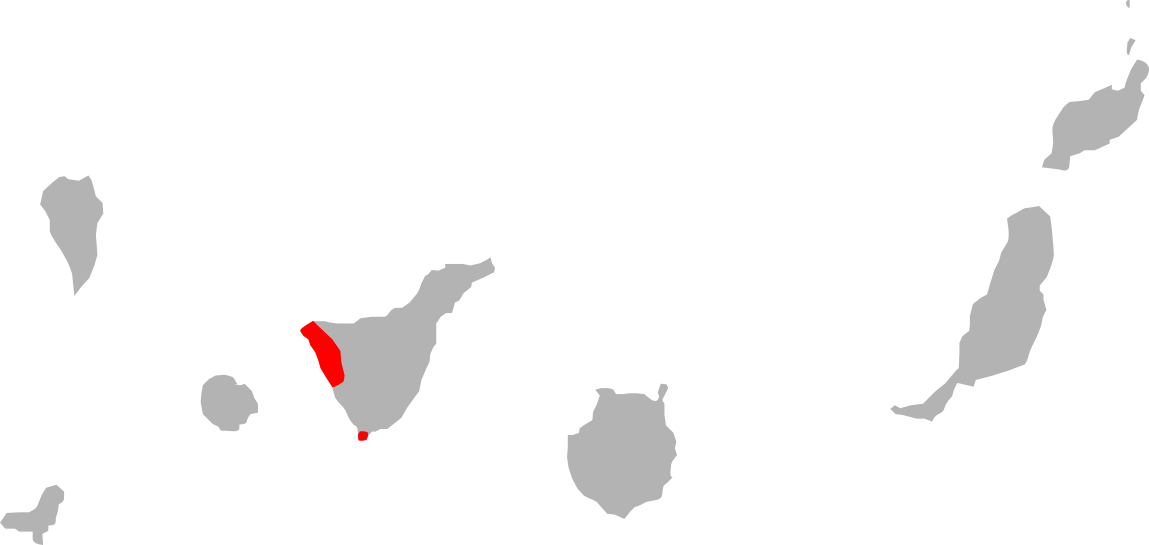
Distribution

Cette espèce est endémique de Tenerife aux îles Canaries.
Elle est supposée avoir été très répandue dans cette île, mais elle ne se rencontre plus que dans une petite zone près des côtes Ouest, le macizo de Teno, ainsi qu'à l'extrême Sud, la montana de Guaza.
Cette espèce a été découverte en 1996 par le biologiste Efraín Hernández dans l'Ouest de Tenerife.
La population totale est estimée à environ 500 individus, répartis en une quarantaine de groupes isolés. Les principaux dangers pour ces populations sont les chats redevenus sauvages et dans une moindre mesure les rats. les populations semblent augmenter de nouveau à la suite du contrôle sur l'île des populations d'animaux introduits.

## Taxinomie
Le nom des découvreurs de cette espèce varie selon les sources, Barbadillo, Lacomba, Pérez-Mellado, Sancho et López-Jurado en 1999 − trouvés dans de nombreuses sources − ont utilisé le nom de cette espèce dans un guide naturaliste. Ce sont Hernández, Nogales et Martín en 2000 qui ont effectué cette description dans les formes, et qui sont donc considérés comme auteurs.

## Publication originale
- Hernández, Nogales & Martín, 2000 : Discovery of a new lizard in the Canary Islands, with a multivariant analysis of Gallotia (Reptilia: Lacertidae). Herpetologica, vol. 56, no 1 p. 63-76 (texte intégral).